# Тамі Фаррелл
Тамі Ніколь Фаррелл (5 жовтня 1984 , Фінікс, Орегон ) — американська акторка, телеведуча та переможниця конкурсу краси «Міс Орегон для підлітків США» 2003 року, «Міс для підлітків США» 2003 року та «Міс Каліфорнія США» 2009 року

## Життєпис
Донька водія вантажного автомобіля та помічниці педагога у школі спеціальної освіти. Має вазовагальне синкопе.
Фаррелл закінчила середню школу Фенікса у 2003 році. Вона підтримувала Sparrow Clubs USA та Американську кардіологічну асоціацію ще зі студентських років, продовжуючи співпрацю протягом усього періоду переможниці конкурсів "Міс підлітків СШ"А та «Міс Каліфорнія США».
Після одержання титулу «Міс підлітків США» Фаррел провела літо 2005 року в Нью-Йорку, відвідуючи літню інтенсивну програму Нью-Йоркської консерваторії драматичного мистецтва в Нью-Йорку, а потім переїхала до Лос-Анджелеса, Каліфорнія, щоб продовжити кар'єру в індустрії розваг.
Фаррелл була суддею ряду загальноамериканських конкурсів, включаючи «Міс Вашингтон США 2006» і «Міс Каліфорнія США 2006».

## Юна міс США 2003
Тамі Фаррелл виграла свій перший титул «Міс Орегон для підлітків США» у 2002 році та виграла конкурс «Міс для підлітків США 2003» у Палм-Спрінгзі Каліфорнія, 12 серпня 2003 року. Вона також отримала нагороду «Міс Конгеніальність» на тому ж конкурсі краси. Фаррелл стала третьою представницею Орегону, яка вигравала цей конкурс.
Як «Юна міс США» Фаррелл представляла організацію «Міс Всесвіт». «Сестринські» титули у 2003 році здобули Амелія Вега («Міс Всесвіт», Домініканська Республіка) та Сюзі Кастільо («Міс США», Массачусетс). Вона поступилася титулом Шеллі Генніґ з Луїзіани в Палм-Спрінгз 6 серпня 2004 року.

## Міс Каліфорнія США 2009
Влітку 2008 року вона завоювала титул Міс Малібу США 2009 року та брала участь у конкурсі Міс Каліфорнія США 2009 року, де вона посіла друге місце пропустивши поперед себе переможницю Керрі Пріджан .
10 червня 2009 року вона стала Міс Каліфорнія США 2009 після того, як Дональд Трамп звільнив Пріжан, яка заявила під час інтерв'ю на конкурсі Міс США 2009, що стосунки між чоловіком та жінкою мають завершуватись шлюбом.
Відповідаючи на запитання про суперечку в 2009 році, Фаррел, яка є християнкою, заявила, що вона вважає, що стосунки між чоловіком та жінкою можуть привести до шлюбу, але додала: «Я не думаю, що я маю право чи хтось має право говорити комусь, що їм необхідно когось кохати. І я думаю, що це питання громадянських прав. І я вважаю, що правильне рішення — це дозволити виборцям вирішувати» .